# Safe Haven Holocaust Refugee Shelter Museum
Il Safe Haven Holocaust Refugee Shelter Museum (precedentemente chiamato Safe Haven Museum and Education Center) è un museo di Oswego che racconta la storia dei 982 rifugiati, per lo più ebrei, fuggiti dall'Europa nell'ambito del programma "Safe Haven" del governo statunitense.

## Storia
Il programma "Safe Haven" fu l'unica attività ufficiale del governo USA avviata per salvare gli ebrei, vittime dell'Olocausto nazista, durante la seconda guerra mondiale. I rifugiati partirono dall'Italia, arrivati da altre nazioni d'Europa, e furono scelti in modo che una parte non fossero ebrei, per fugare l'eventuale antisemitismo.
Furono collocati a Fort Ontario, in un campo recintato con il filo spinato, senza alcuno status legale ufficiale. Fu riferito loro che sarebbero stati rimpatriati dopo la guerra e che non avrebbero avuto diritto di entrare negli Stati Uniti. Alla fine della guerra, grazie alle pressioni politiche, poterono scegliere se rimanere negli USA.

## Il museo
È stato realizzato in un vecchio edificio amministrativo del rifugio di Fort Ontario e inaugurato il 6 ottobre 2002. Racconta la storia dei rifugiati, della loro vita, del loro viaggio e, più in generale, delle loro esperienze.